# 洛蕾塔·古洛塔
洛蕾塔·古洛塔（義大利語：Loreta Gulotta，1987年5月8日—），意大利女子击剑运动员。她曾代表意大利参加2016年夏季奥林匹克运动会击剑比赛，结果在女子团体佩剑项目上获得第四名。